# Убийство Галипа Озмена
Галип Озмен, работавший административным атташе посольства Турции в Греции, был убит в Афинах 31 июля 1980 года Армянской секретной армией освобождения Армении (ASALA). Армянский террорист напал на 45-летнего Галипа Озмена и его семью, когда они находились в своем автомобиле в районе Панграти в Афинах. Галип Озмен был убит, а его четырнадцатилетняя дочь Неслихан Озмен позже скончалась от ран. Его жена Севиль Озмен и шестнадцатилетний сын Каан Озмен были тяжело ранены, но выжили.
Свидетели рассказали, что преступник, невысокий молодой человек с тёмными вьющимися волосами, подошёл к машине Озмена, вытащил пистолет из полиэтиленового пакета и открыл стрельбу по автомобилю. Озмен скончался по дороге в больницу. Его дочь Неслихан, получившая ранение в голову, была признана по прибытии в больницу клинически мертвой. Она впала в кому и умерла на следующий день. Жена дипломата Севиль Озмен была ранена в правую руку, а их старший сын Каан получил огнестрельное ранение в плечо. Только 12-летний Алпер Озмен, самый младший член семьи, не пострадал.
АСАЛА взяла на себя ответственность за нападение в записанном сообщении, которое было отправлено в Associated Press. В нём говорилось, что «нашими врагами являются турецкий режим, НАТО и реакционные армянские силы».
Убийство совершил Монте Мелконян. Мелконян впоследствии утверждал, что не мог ясно видеть пассажиров на заднем сидении, которые были скрыты за тёмным тонированным оконным стеклом, и полагал, что все они были дипломатами. Но очевидцы показали, что убийца ждал перед домом Озмена, наблюдал, как семья садилась в машину, а затем открыл огонь.